# Пластилиновый ёжик
«Пластилиновый ёжик» — советский кукольный мультипликационный фильм Владимира Данилевича, снятый на студии «Союзмультфильм» в 1969 году по сценарию Людмилы Зубковой.

## Сюжет
Вылепленный из пластилина добрый ёжик помог собрать гербарий для больного мальчика.
К оконному стеклу снаружи прилепляются пластилиновые комочки. Слышны крики: «Витя!» Мальчик в пижаме, с замотанной платком шеей, вылезает из-под одеяла, встаёт с дивана, подходит к окну и выглядывает в него. На улице стоит рыжий мальчик с рогаткой; он зовёт Витю в лес за рябиной. Витя в ответ только непонятно хрипит. Потом он сбрасывает записку, в которой объясняет, что у него ангина, и просит принести ему листьев. Одноклассник отказывается; по его словам, он тоже болеет, и ему самому нужны листья для гербария. Витя собирает комки пластилина с оконного стекла и начинает что-то лепить.
Сначала у него выходит жираф. Потом он переделывает его в слона. Затем у него получается непонятная фигурка с большими круглыми ушами и круглым животом. В вазе стояли еловые ветки; Витя оборвал с них иголки и почки, воткнул их в фигурку — и получился ёжик. Еловые почки стали его глазами. Уставший Витя лёг на диван, накрылся одеялом и заснул. Ежик ожил и решил сбежать, чтобы из него не вылепили кого-нибудь другого.
Ёжик выкатился из окна по палке и наткнулся прямо на Витину записку. Но ежи не умеют читать, и на помощь приходит ворона, сидевшая когда-то в живом уголке в школе. Она опознаёт Витины каракули и читает ёжику слова, написанные на бумаге. Ёжик решает помочь Вите, но не знает, как это сделать. Ворона с пластилиновым ёжиком отправляются в лес, находят там главного ежа и просят его помочь набрать листьев. На свист главного ежа являются другие лесные ежи; после объяснения задачи ежи отправляются на сбор листьев.
Один из ежей оповещает товарищей, что в лесу появился разбойник и хочет забрать себе собранные листья. Все ежи прячутся; появляется тот самый рыжий мальчик, что звал Витю в лес. Он сердится и обещает забрать все листья, чтобы больше никому не достались. Мальчик залезает на рябину и срывает большую гроздь красных ягод. Увидев, что внизу идут ежи с собранными листьями, он собирается их поймать. Ежи бегут прочь. Слезая с дерева, мальчик цепляется штанами за сук и повисает на нём. Ежи переправляются через речку по бревну, а после ворона подталкивает это бревно так, чтобы оно еле-еле держалось. Рыжий мальчик добегает до берега, идёт по бревну и падает вместе с ним в воду.
У Витиного дома ворона и ёжики определяют, с какого дерева собран каждый лист. Вдруг появляется рыжий мальчик и забирает все листья себе. Когда он видит Витину записку, ему становится стыдно, и он кладёт листья на Витин подоконник и зовёт Витю. Подошедший к окну Витя забирает листья и благодарит Стёпу. А тот признаётся, что листья на самом деле собрал пластилиновый ёжик. Но пластилиновый ёжик отказывается присваивать чужие заслуги и говорит, что ему помогли лесные ежи и ворона. Стёпа достаёт из кармана гроздь рябины, передаёт Вите и говорит, что этот подарок уж точно от него.

## Съёмочная группа
| автор сценария              | Людмила Зубкова |
| режиссёр                    | Владимир Данилевич |
| оператор                    | Владимир Сидоров |
| художник-постановщик        | Франческа Ярбусова |
| композитор                  | Борис Савельев |
| звукооператор               | Борис Фильчиков |
| редактор                    | Наталья Абрамова |
| монтажёр                    | Вера Гокке |
| мультипликаторы             | Галина Золотовская, Владимир Пузанов |
| куклы и декорации изтовгили | Роман Гуров (руководитель), Владимир Аббакумов, Владимир Алисов, Александр Горбачёв, Павел Гусев, Светлана Знаменская, В. Калашникова, Павел Лесин, Олег Масаинов, Александр Рожков, Марина Чеснокова, Семён Этлис |
| директор картины            | Натан Битман |

## Технические данные
| Название          | Пластилиновый ёжик                                          |
| Тип               | кукольный                                                   |
| Продолжительность | 10 минут 24 секунды                                         |
| Киностудия        | «Союзмультфильм» (творческое объединение кукольных фильмов) |
| Дата производства | 1969 год                                                    |

## Описание, отзывы и критика
В 1971 году переработанная (на основе мультфильма) сказка Людмилы Зубковой «Пластилиновый ёжик» (с иллюстрациями Владимира Данилевича) была опубликована отдельным изданием в издательстве «Бюро пропаганды советского киноискусства» в серии «Фильм-сказка» тиражом 300 000 экземпляров, а в 1976 году — переиздана тиражом 240 000 экземпляров.
Фильм «Пластилиновый ёжик» относится к числу первых четырёх фильмов, в которых Франческа Ярбусова принимала участие в качестве художника-постановщика на студии «Союзмультфильм», и к числу трёх фильмов (из этих четырёх), которые были сняты под руководством режиссёра Владимира Данилевича, то есть ещё до её творческого союза с Юрием Норштейном. По мнению итальянского историка анимации, писателя и профессора Джаннальберто Бендацци (17.07.1946-13.12.2021), несмотря на то, что работа в подразделении Владимира Данилевича более подходила Ярбусовой, нежели работа с Владимиром Дегтярёвым, она всё равно была ещё очень молода и неопытна и боялась высказывать своё мнение режиссёру прямо, хотя фильмы (включая «Пластилиновый ёжик») были ей не по вкусу.
По мнению старшего преподавателя кафедры культурологии и религиоведения Северного (Арктического) федерального университета Татьяны Лефман, исследовавшей в своей кандидатской диссертации образ детства в визуальной культуре на материалах советской и современной отечественной анимации, — советская мультипликация, в том числе, занималась решением государственных задач по нравственному воспитанию детей. В частности, мультфильм «Пластилиновый ёжик» 1969 года должен был формировать у маленьких зрителей верно ориентированные моральные установки дружбы и предательства.